# Няма място за старите кучета
„Няма място за старите кучета“ (на английски: No Country for Old Men) е американски игрален филм от 2007 година, носител на „Оскар“ за най-добър филм, най-добра мъжка поддържаща роля, най-добра режисура и най-добър адаптиран сценарий. Освен това има още 4 номинации за същата награда.

## Сюжет
В началото на филма ловец от южните щати – Люилън Мос (Джош Бролин), се натъква на завършила престрелка между мексикански наркотрафиканти. На мястото на престъплението той открива куфарче пълно с пари и го взима със себе си. Всички, които са участвали в престрелката, са мъртви с изключение на един от тях, който моли за вода. След като се прибира у дома, Мос не може да заспи и решава да занесе вода на умиращия. Когато се връща на местопрестъплението, се засича с наркотрафикантите, които опитват да го убият.
Мос се измъква ранен, а през това време Антон Чигър (Хавиер Бардем) е нает от мафиотите да открие парите чрез предавателя, сложен в куфарчето. След като разбира това, Чигър убива възложилите му тази задача и решава да намери парите за себе си. Филмът продължава с множество сцени на преследване между Мос и Чигър. В същото време ченгето Ед Том Бел (Томи Лий Джоунс) се опитва да разреши случая и множеството убийства извършени от Чигър.

## Актьори и Роли
- Томи Лий Джоунс като шериф Ед Том Бел: Лаконичен на думи, скоро пенсиониращ се шериф в малък тексаски град. (През септември 2008, Джоунс съобщава, че ще да съди Paramount Pictures за $10 милиона поради работата му върху филма. Джоунс твърди, че не е бил платен правилният бонус и разходите са погрешно изчислени.)
- Джош Бролин като Люелин Мос: Заварчик и ветеран от Виетнам, който бяга с два милиона долара -пари от наркотици, които той намира в откритите полета на Тексас.
- Хавиер Бардем като Антон Чигър: Социопат убиец, нает да възстанови парите на наркобарон. Героят е повторение на архитипа от Unstoppable Evil, братята искат да се избегне сравнение към героя от филма The Terminator. Братята представят образа в началото на филма по начин, подобен на откриването на 1976 филма „Човекът, който падна на земята“. Чигър е възприеман като "модерен еквивалент на смъртта от филма на Ингмар Бергман от 1957 г., „Седмият печат“. Външния вид на Чигър е бил получен от снимка от книгата, предоставена от Джоунс, която показва снимки на покровители на бордей на Мексиканско-тексаската граница. Бардем подписва, защото е фен на Братя Коен още откакто той вижда дебютния им филм, Blood Simple.
- Кели Макдоналд като Карла Джийн Мос Въпреки че има тежки опасения за мъжа си заради плановете му да запази парите, тя все още го поддържа. Макдоналд казва, че това, което я привлича в характера на Мос е, че тя "не е типичния образ. В началото създава впечатлението, че е леко наивна и до края на филма ти осъзнаваш, че не е толкова наивна колкото е изглеждала.
- Уди Харелсън като Карсън Уаляс: Самонадеян ловец на глави и пенсиониран полковник, нает да пречи на Чигър и да събере парите от наркотиците.
- Тес Харпър като Лорета Бел: Жената на Бел, дава му успокоение в неговите тъмни настроения.
- Бари Корбин като Елис: пенсиониран шериф, застрелян по време на изпълнение на задълженията си, сега в инвалидна количка.
- Бет Грант като Агнес: Майка на Карла Джийн и тъща на Мос. Тя е малко комичен образ, въпреки че умира от рак.
- Стивън Руут като Човекът, който наема Уелс: Загадъчна фигура, която очевидно участва във финансирането на нарко-канали, също така той е човекът търсещ парите. Той наема Уелс, Чигър и мексиканците.
- Джийн Джоунс като Томас Тейър: Собственик на селска бензиностанция в напреднала възраст, с добър късмет, тъй като успява да спечели игра на ези-тура и това спасява живота му.
- Гарет Дилхънт като Уендел: Неопитният заместник-шериф Уендел съдейства в разследването и представя комичната част от филма.
- Брандън Смит като Служител на ИС: Граничен полицай със слънчеви очила, който позволява Мос да премине границата след като научава, че той е участвал във Виетнамската война.

## Премиера
Премиерата на No Country for Old Men е на Филмовия фестивал в Кан на 19 май 2007. По кината излъчванията са ограничено само в 28 кина в САЩ, на 9 ноември 2007. Бокс офисите отчитат приходи в размер на $ 1 226 333 само в първата седмица на излъчването на филма. Когато филмът е пуснат в неограничен мащаб в САЩ на 21 ноември 2007, печалбата скача до $7 776 773 през първия уикенд. Премиерата в Австралия е на 26 декември 2007, а в Обединеното кралство (ограничени излъчвания) и Ирландия на 18 януари 2008. На 13 февруари 2009 г., филмът отчита приход в САЩ в размер на $ 74 283 000.

### Мултимедия
Buena Vista Home Entertainment започва продажби на филма на DVD и Blu-Ray формат на 11 март 2008 г. в САЩ. Единствените екстри са три задкулисни сцени.
A 3-дисковият Special Editon с Digital Copy излиза на DVD и Blu-Ray На 7 април 2009.

## Награди и номинации
| Категория                              | Номиниран(и)                          | Резултат                    |
| Оскар (24 февруари 2008 г.)            | Оскар (24 февруари 2008 г.)           | Оскар (24 февруари 2008 г.) |
| -------------------------------------- | ------------------------------------- | --------------------------- |
| Най-добър филм                         | Най-добър филм                        | награда                     |
| Най-добър режисьор                     | братя Коен                            | награда                     |
| Най-добър адаптиран сценарий           | братя Коен                            | награда                     |
| Най-добра поддържаща мъжка роля        | Хавиер Бардем                         | награда                     |
| Най-добър звук                         | Най-добър звук                        | номинация                   |
| Най-добър звуков монтаж                | Най-добър звуков монтаж               | номинация                   |
| Най-добра кинематография               | Роджър Дийкинс                        | номинация                   |
| Най-добър филмов монтаж                | братя Коен                            | номинация                   |
| Награда на БАФТА (10 февруари 2008 г.) |                                       |                             |
| Най-добра режисура                     | братя Коен                            | награда                     |
| Най-добра кинематография               | Роджър Дийкинс                        | награда                     |
| Най-добър актьор в поддържаща роля     | Хавиер Бардем                         | награда                     |
| Най-добър филм                         | Най-добър филм                        | номинация                   |
| Най-добър звук                         | Най-добър звук                        | номинация                   |
| Най-добър адаптиран сценарий           | братя Коен                            | номинация                   |
| Най-добър филмов монтаж                | братя Коен                            | номинация                   |
| Най-добър актьор в поддържаща роля     | Томи Лий Джоунс                       | номинация                   |
| Най-добра актриса в поддържаща роля    | Кели Макдоналд                        | номинация                   |
| Златен глобус (13 януари 2008 г.)      |                                       |                             |
| Най-добър сценарий                     | братя Коен                            | награда                     |
| Най-добър актьор в поддържаща роля     | Хавиер Бардем                         | награда                     |
| Най-добър филм – драма                 | Най-добър филм – драма                | номинация                   |
| Най-добър режисьор                     | братя Коен                            | номинация                   |
| Сателит (16 декември 2007 г.)          |                                       |                             |
| Най-добър филм – драма                 | Най-добър филм – драма                | награда                     |
| Най-добър режисьор                     | братя Коен                            | награда                     |
| Най-добър адаптиран сценарий           | братя Коен                            | номинация                   |
| Най-добър филмов монтаж                | братя Коен                            | номинация                   |
| Най-добър актьор в драматичен филм     | Джош Бролин                           | номинация                   |
| Най-добър актьор в поддържаща роля     | Хавиер Бардем                         | номинация                   |
| Сатурн (24 юни 2008 г.)                |                                       |                             |
| Най-добър актьор в поддържаща роля     | Хавиер Бардем                         | награда                     |
| Най-добър екшън или приключенски филм  | Най-добър екшън или приключенски филм | номинация                   |
| Най-добър сценарий                     | братя Коен                            | номинация                   |
| Емпайър (29 март 2009 г.)              |                                       |                             |
| Най-добър филм                         | Най-добър филм                        | номинация                   |
| Най-добър трилър филм                  | Най-добър трилър филм                 | номинация                   |
| Най-добър режисьор                     | братя Коен                            | номинация                   |